# Priestleya sericea
Priestleya sericea là một loài thực vật có hoa trong họ Đậu. Loài này được (L.) E.Mey. miêu tả khoa học đầu tiên.